# Парис
Вижте пояснителната страница за други значения на Парис.
Парис (също се среща като Александър, като името, което той носи първоначално, а най-вече - след завръщането си в  град Троя, последвало многогодишното му пребиваване в планината Ида в Троада, където е изоставен от родителите си като бебе).
В древногръцката митология Парис е представян като причинителят на гибелта на Троя, която е превзета от гърците и разрушена, в резултат от безразсъдното му и себично поведение. 

## Парис от планината Ида
Още докато майка му Хекуба, съпруга на цар Приам (владетеля на Троя), е бременна с него, й се присънва пророчески сън, че ражда не дете, а горяща факла, която опожарява града. Гадателите тогава ѝ обяснили, че явно синът ѝ ще бъде причината за гибелта на Троя. След като смисълът на предсказанието се изяснява, новороденият Александър е отнесен в планината от Приам, с надеждата там да го разкъсат зверовете, но вместо това момчето е намерено и отгледано от пастири и самото то става пастирче. Парис, както е наречен от осиновителите си, израства красив и силен момък и се жени за местна нимфа - Енона, дъщеря на речния бог Кебрен и способна лечителка. Впоследствие я изоставя след като разбира, че му е отредено да се ожени за най-красивата жена в света. Последното се случва след като той самият се среща с 3-те най-красиви (или поне - претендиращи, че са най-красиви) богини-олимпийки и отсъжда на устроения от тях конкурс, че сред тях най-голяма хубавица е Афродита (защото му се вижда най-примамлив нейният дар/подкуп в отплата за това решение, който е именно възможността да се вземе с с ненадмината Хубава Елена; другите 2 богини са Атина и Хера, които му обещават съответно да стане най-храбрият герой и да стане най-мъжественият от царете). Той още не знае, че е принц, а бъдещата му избраница - жена на Менелай. Обаче скоро научава и това - случайно попада в Троя и е разпознат, благодарение на сестра си Касандра, а после пратен да посети Спарта, чийто цар, подлуден от страст по жена му, младежът ограбва, а нея самата - отвлича (вероятно не без нейното собствено съдействие).

## Парис - участник в Троянската война
По повод на тази постъпка на Парис избухва Троянската война. Парис се бие в нея на страната на троянците, ръководени от баща му Приам и предвождани от брат му Хектор (до убийството му от Ахил, а след това техен главен военен вожд е самият Парис/Александър).
След като войната се проточва цели 9 години, през време на 10-тата (пресъздадена в оцелялата част от "Илиада" на Омир), търпението на Парис, а също и това на Менелай се изчерпват и като хората, чийто спор е прераснал в този мащабен конфликт, те решават да сложат край и на двата, посредством 1 дуел, като страната на победителя в него, според тях, трябва да се счита и за победителка във войната. Не побеждава нито един от тях, тъй като Афродита, като вижда че протежето й е на път да изгуби, спуска гъста мъгла над него и той побягва.
Все пак Парис нанася едно особено тежко поражение на ахейците - убива, улучвайки го в петата, великия (и почти неуязвим) воин Ахил.
По-късно самият Парис е на свой ред улучен със стрела - от Филоктет, който притежава лъка на Херкулес и има от неговите, напоени с отровата на Лернейската хидра  стрели, с каквато именно прострелва троянеца. Парис има известна надежда да се спаси, защото противоотровата е известна на Енона, но тя отказва да му помогне и той умира в страшни мъки. Измъчвана от угризения на съвестта, впоследствие нимфата се самоубива.
Скоро войната се затяга още повече и по съвет на Одисей гърците подмамват троянците да допуснат част от тях в града (във вътрешността на Троянския кон). Вмъкналите се отварят портите през нощта и вкарват още войска, след което градът действително е разграбен, изпепелен и напълно съсипан - така предсказанието, отнасящо се до Парис се сбъдва.

## Екранизации
- Във филма Троя, Парис е представен от актьора Орландо Блум.